# Франция на зимних Олимпийских играх 1928
Франция принимала участие в Зимних Олимпийских играх 1928 года в Санкт-Морице (Швейцария) во второй раз за свою историю, и завоевала одну золотую медаль. Сборная страны состояла из 38 спортсменов (36 мужчины, 2 женщины).

## Медалисты
| Медаль | Спортсмен              | Вид спорта       | Дисциплина |
| ------ | ---------------------- | ---------------- | ---------- |
| Золото | Андре Брюне Пьер Брюне | Фигурное катание | Пары       |

## Состав и результаты олимпийской сборной Франции

### Лыжное двоеборье
Спортсменов — 1
| Соревнование              | Спортсмены    | Прыжки с трамплина | Прыжки с трамплина | Прыжки с трамплина | Прыжки с трамплина | Лыжная гонка | Лыжная гонка | Лыжная гонка | Итог  | Итог  |
| Соревнование              | Спортсмены    | 1 прыжок           | 2 прыжок           | Очки               | Место              | Лыжная гонка | Лыжная гонка | Лыжная гонка | Итог  | Итог  |
| Соревнование              | Спортсмены    | Дистанция          | Дистанция          | Очки               | Место              | Очки         | Время        | Место        | Очки  | Место |
| ------------------------- | ------------- | ------------------ | ------------------ | ------------------ | ------------------ | ------------ | ------------ | ------------ | ----- | ----- |
| Индивидуальное первенство | Клебер Бальма | 47,0 м             | 55,0 м             | 8,333              | 27                 | 2:16:40      | 0,250        | 29           | 4,291 | 28    |

### Прыжки на лыжах с трамплина
Спортсменов — 1
| Соревнование              | Спортсмены    | 1 прыжок  | 2 прыжок  | Итог   | Итог  |
| Соревнование              | Спортсмены    | Дистанция | Дистанция | Очки   | Место |
| ------------------------- | ------------- | --------- | --------- | ------ | ----- |
| Индивидуальное первенство | Клебер Бальма | 47,0 м    | 54,0 м    | 13,833 | 24    |